# Mabillon
Mabillon - stacja linii nr 10 metra  w Paryżu. Stacja znajduje się w 6. dzielnicy Paryża.  Została otwarta 10 marca 1925 r.